# Pfarrkirche Kollmitzberg

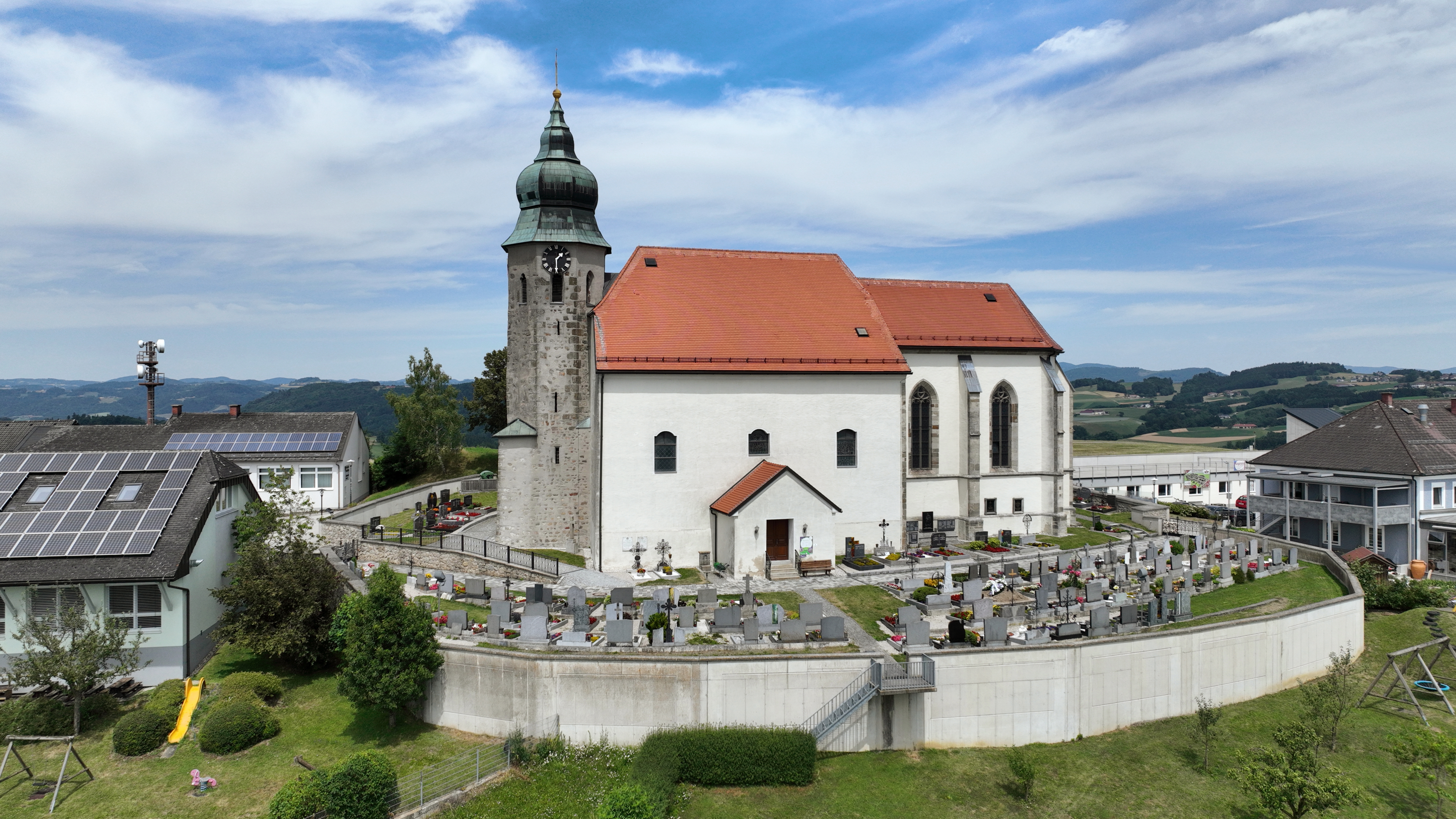
Katholische Pfarr- und Wallfahrtskirche hl. Ottilie in Kollmitzberg

Die Pfarrkirche Kollmitzberg steht gut sichtbar auf dem Kollmitzberg in der Marktgemeinde Ardagger im Bezirk Amstetten in Niederösterreich. Sie ist die einzige der heiligen Ottilie geweihte römisch-katholische Wallfahrtskirche in Österreich und gehört zum Dekanat Amstetten in der Diözese St. Pölten. Die Kirche steht unter Denkmalschutz (Listeneintrag).

## Geschichte
Die früheste urkundliche Erwähnung einer Kirche in Kollmitzberg findet sich im Passauer Urbar „ecclesiam in Chalmuntz“ aus dem Jahr 1260. Bereits um 1135 wird der Ort Kollmitzberg als „Chalmunze“ und später 1151 als „Chalmounza“ bezeichnet. 1267 wird in Passau die dem Stift Ardagger inkorporierte Pfarre bestätigt und erstmals die Kirchenpatronin, die hl. Ottilie, in einer Urkunde genannt. Das Kirchengebäude erfuhr im Laufe der Zeit, wohl auch aufgrund der regen Wallfahrttätigkeit, mehrere Umbauten, welche vom 12. bis ins 18. Jahrhundert reichen. Bis zur Auflösung von Stift Ardagger im Jahr 1784 wurde die Seelsorge von einem Kanoniker oder Vikar des Stiftes vorgenommen. Dieser kam zu den Gottesdiensten und anderen Feierlichkeiten vom nahegelegenen Stift den Berg herauf. 1748 stifteten das bäuerliche Ehepaar Michael und Maria Schmutz ihren Hof zur Errichtung eines Pfarrhofes. Nach dem Umbau in einen Pfarrhof residierte der Vikar sodann nur wenige Gehminuten entfernt.

## Baugeschichte und Architektur

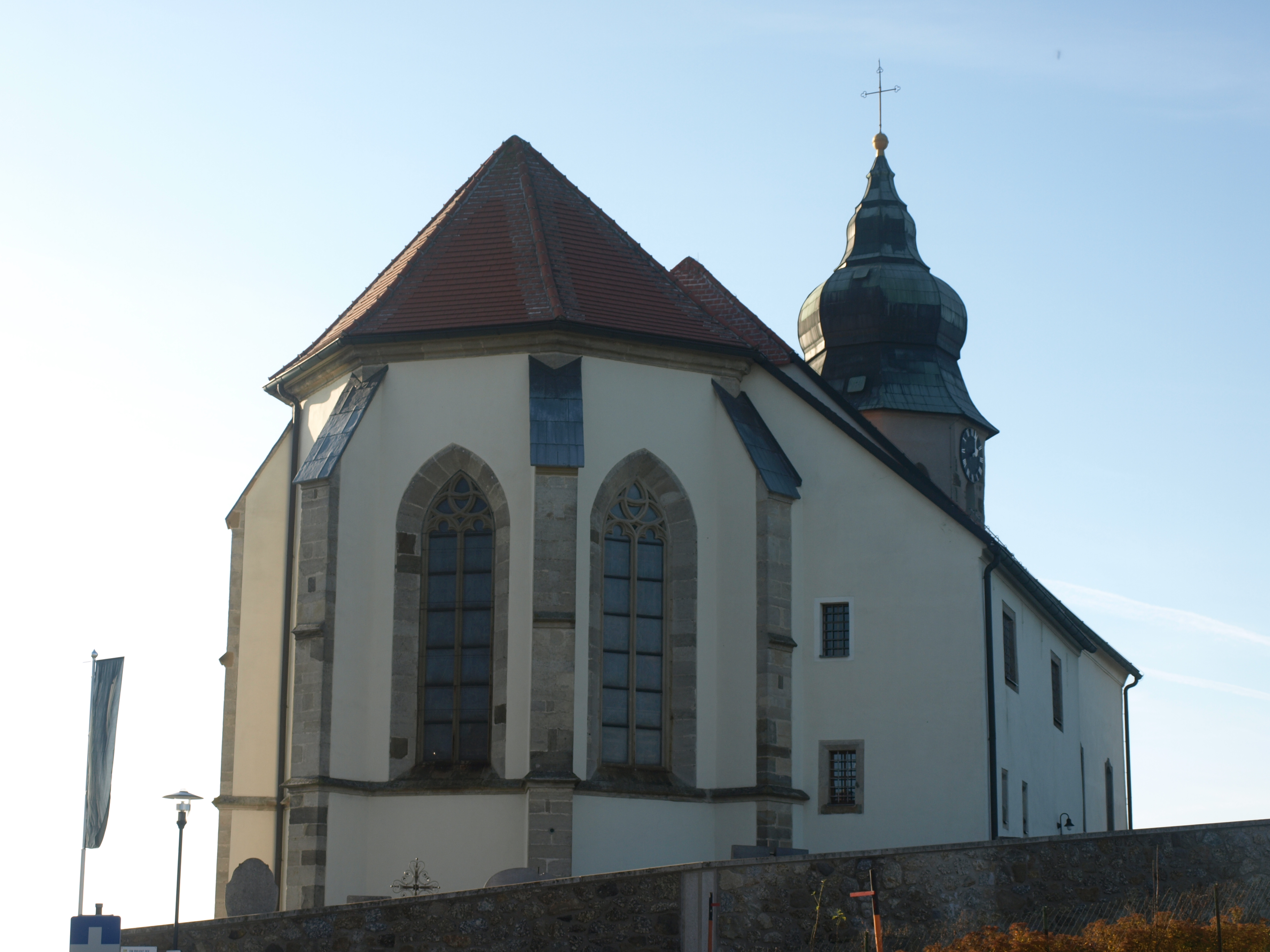
Heutiger Chorabschluss (um 1490)

Der wohl markanteste Teil der Kirche ist der im Westen stehende Turm mit neubarockem Helm und einfachen, gotischen Schallfenstern. Die im Norden an den Chor anschließende gotische Sakristei wurde im 18. Jahrhundert um ein Geschoß erhöht und nach Westen hin erweitert. An der Südseite befindet sich ein kleiner Vorbau, welcher als Eingang zur Kirche dient. Die heutigen Glasfenster stammen aus dem Ende des 19. Jahrhunderts. Insgesamt sind die verschiedenen Bauphasen zwar deutlich erkennbar, fügen sich jedoch in ihrem Gesamtbild zu einem ansehnlichen Kirchenbau zusammen. Ausgrabungen, welche im Jahr 1994 unter dem Presbyterium vorgenommen wurden, haben ergeben, dass es sich bereits um den 4. Kirchenbau an dieser Stelle handelt.

### 1. Bauphase (um 12./13. Jahrhundert)
Einschiffiges Langhaus mit eingezogener Rund-Apsis und einem östlich vorgelagerten Friedhof. Gefundene Keramik/Tonscherben, welche in das 11. Jahrhundert datieren, lassen sogar einen noch älteren Ursprung, also in die Zeit der Stiftsgründung von Ardagger selbst, vermuten.

### 2. Bauphase (um 1300)

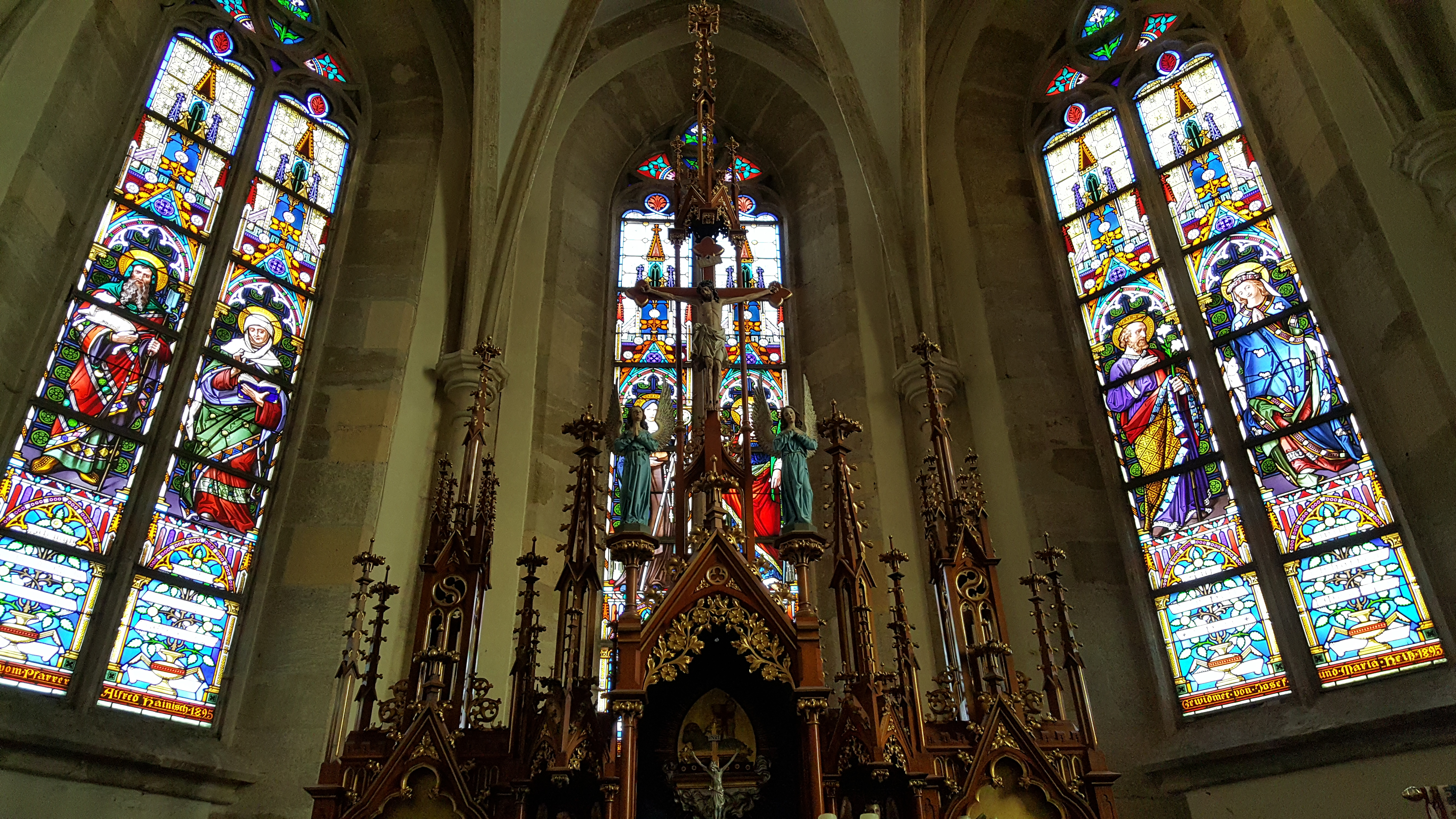
Altar und Glasfenster

Frühgotischer Umbau mit einer Erweiterung nach Osten und einem Chorquadrat als Abschluss, in dessen Mitte der Altar stand. Bemerkenswert ist eine Verschwenkung der Kirche nach Südosten, welche auf das Patrozinium Ottilia im Dezember hinweist (Ostung). Der noch bestehende Westturm dürfte ebenfalls in dieser Bauphase entstanden sein, da er noch immer diese Ausrichtung aufweist.

### 3. Bauphase (um 1490)
Der Vorgängerbau wurde bis auf den Westturm völlig abgetragen und als wahrscheinlich zweischiffige spätgotische Anlage mit dem noch bestehenden 5/8 Chorschluss neu errichtet. Der Chor ist netzrippengewölbt und durch einen spitzbogigen Triumphbogen vom Langhaus getrennt. Das in der Apsis noch erhaltene Sakramentshäuschen trägt die Jahreszahl 1492.

### 4. Bauphase (1787/88)
1753 wurde die Kirche bereits als baufällig bezeichnet. Ein kompletter Neubau konnte aber aus finanziellen Gründen nicht verwirklicht werden. So wurde das spätgotische Langhaus zugunsten des heutigen, dreijochigen, tonnengewölbten barocken Kirchenschiffs, wohl auch aufgrund des gestiegenen Platzbedarfes im Zuge der regen Wallfahrttätigkeit, abgetragen.

## Ausstattung

### Ottilienaltar
Gegenüber dem Südeingang befindet sich der Ottilienaltar mit einer geschnitzten, vergoldeten, spätgotischen Sitzplastik der Kirchenpatronin entstanden um 1500. Sie zeigt die Schutzpatronin gegen Augenleiden mit ihrem Attribut, der geöffneten Bibel mit einem Augenpaar. Wahrscheinlich war die Figur Teil eines größeren gotischen Flügelaltars, welcher aber in der Barockzeit abhandenkam.

### Deckenbilder
Die Deckenbilder im Langhaus stammen vom Wiener Maler Franz Pitza. Sie wurden im Jahr 1955 geschaffen und zeigen Szenen aus dem Leben der hl. Ottilia.

### Orgel
Die in ein neugotisches Gehäuse gefasste Orgel wurde 1904 vom Orgelbauer Johann Lachmayr errichtet.

### Sakramentshäuschen
Die Schmiedeeisentür des 6 m hohen Sakramentshäuschens an der nördlichen Chorwand zeigt die Jahreszahl seiner vermutlichen Entstehung 1492. Es diente zur Aufbewahrung der geweihten Hostien, verlor aber dann seine Funktion im Zuge der liturgischen Neuordnung im Konzil von Trient.

## Wallfahrt
Die rege Bautätigkeit hat der ansonsten nur spärlich besiedelte Kirchweiler seiner Bedeutung als Ottilienwallfahrtsort zu verdanken und deute auch auf eine bedeutende Wallfahrttätigkeit hin. Die Ottilienverehrung ist in Österreich äußerst selten, sodass es naheliegend ist, dass der in Bayern florierende Ottilienkult, von einem der frühen Pröpste von Ardagger, welche ja durchwegs Domherrn der Hochstifte Freising und Passau waren, eingeführt wurde. Die Pfarrkirche Kollmitzberg ist somit der bedeutendste Ottilienwallfahrtsort in ganz Österreich und der am östlichsten gelegene Ort der Ottilienverehrung überhaupt.
In der Reformationszeit scheint die Wallfahrttätigkeit dann aber fast gänzlich zum Erliegen gekommen sein. Erst mit der Gründung der „Rosenkranz-Bruderschaft“ durch den damaligen Propst Oswald Grübler im Jahr 1579 im Zuge der Gegenreformation gewinnt diese wieder an Dynamik. Seinen Höhepunkt erreicht die Wallfahrttätigkeit dann im 18. Jahrhundert, was sich auch im dokumentierten Vermögen der Bruderschaft widerspiegelt. Ihr jähes Ende erfuhr diese Blüte dann endgültig durch die josephinischen Reformen. Auch wenn der Kollmitzberg als Wallfahrtsort heute gegenüber anderen Orten in den Hintergrund getreten ist, so kann er doch auf eine der ältesten Wallfahrttraditionen im Mostviertel zurückblicken.